# Обрита
Обрита (пол. Obryta) — село в Польщі, у гміні Варниці Пижицького повіту Західнопоморського воєводства.
Населення — 295 осіб (2011).
У 1975-1998 роках село належало до Щецинського воєводства.

## Демографія
Демографічна структура станом на 31 березня 2011 року:
|          | Загалом | Допрацездатний вік | Працездатний вік | Постпрацездатний вік |
| -------- | ------- | ------------------ | ---------------- | -------------------- |
| Чоловіки | 138     | 30                 | 103              | 5                    |
| Жінки    | 157     | 31                 | 98               | 28                   |
| Разом    | 295     | 61                 | 201              | 33                   |